# Dercy de Verdade
Dercy de Verdade foi um programa de televisão brasileiro produzido e exibido pela TV Globo. Era apresentado por Dercy Gonçalves, onde comandava gincanas, entrevistas e, com a participação do auditório, discutia alguns temas relevantes.